# Papuahäger
Papuahäger (Zonerodius heliosylus) är en fågel i familjen hägrar inom ordningen pelikanfåglar.

## Utseende
Papuahäger är en medelstor (65–71 cm) häger tvärbandad i brunt och beige. Den har svart hjässa, lång näbb, mörkbrun tätt beigebandad ovansida och vitaktig övergump med sotspetsade fjädrar. Undersidan är beige till vitaktig, med fjädrarna på övre delen av bröstet förlängda. Honan har hävdats ha mer enhetligt gröngula ben (i motsats till hanens citrongula med sotbrunt bak på tarserna), grönare tygel och bar hud kring ögat och pärlgrön ton nedanför näbben. Ögonen är gula. Ungfågelns dräkt finns inte beskriven.

## Läte
Lätena är mycket dåligt kända, med enbart ett lågt stönande ljud dokumenterat. Ett mer rördromslikt dånande har dock också föreslagits.

## Utbredning och systematik
Fågeln förekommer i låglänta områden på Nya Guinea, Salawati och Aruöarna. Den placeras som enda art i släktet Zonerodius och behandlas som monotypisk, det vill säga att den inte delas in i några underarter.

## Levnadssätt
Denna hägers leverne är relativt okänt. Den ses alltid utmed vattendrag eller i våtmarker i tät skog, huvudsakligen i låglänta områden på 100 till 300 meters höjd, men har noterats upp till 1 430 meter i centrala bergstrakter. Födan består av kräftdjur, småfisk, vattenlevande skalbaggar och andra insekter, ormar och ödlor. Den födosöker för sig själv, gömd i vegetationen. 

### Häckning
Häckningssäsongen tros vara kopplad till monsunsäsongen, i centrala bergsområden troligen april–juni. Arten häckar parvis, ej i kolonier. Ett bo som hittats i mitten av april innehöll en enda unge. Boet av kvistar och pinnar var beläget cirka tolv meter upp i ett träd i relativt öppen skog intill ett vattendrag.

## Status
Papuahäger har en liten världspopulation som består av uppskattningsvis 1 500 till 7 000 vuxna individer. Den tros också minska i antal till följd av degradering av dess levnadsmiljö. Internationella naturvårdsunionen IUCN kategoriserar därför arten som nära hotad.